# Cantone di Dota
Il cantone di Dota è un cantone della Costa Rica facente parte della provincia di San José.

## Geografia antropica

### Suddivisioni amministrative
Il cantone  è suddiviso in 3 distretti:
- Copey
- Jardín
- Santa María